# Vitaliy Kondrout
Vitaliy Kondrout, (en russe : Кондрут, Виталий Игоревич), né le 15 août 1984 à Djankoï, est un coureur cycliste ukrainien.

## Palmarès sur route

### Par années
- 2005
  - 2e du Trofeo Menci
  - 3e du Grand Prix de la ville d'Empoli
  - 3e du Gran Premio Comune di Cerreto Guidi
- 2006
  -  Champion d'Ukraine sur route espoirs
  - 2e de la Coppa Cicogna
  - 3e du Gran Premio Industrie del Marmo
- 2007
  - 2e du Grand Prix de Moscou
  - 3e de la Flèche du Sud
- 2008
  - Roue tourangelle
  - Classement général du Tour de Ribas
- 2009
  - 3e du Tour de l'Alentejo

### Classements mondiaux
| Année           | 2006 | 2007 | 2008 | 2009 |
| --------------- | ---- | ---- | ---- | ---- |
| UCI Europe Tour | 312e | 328e | 321e | 436e |

## Palmarès sur piste

### Championnats du monde juniors
- 2002
  -  Médaillé d'argent de la course aux points juniors

### Championnats d'Europe
- Fiorenzuola d'Arda 2001
  -  Médaillé d'argent de la poursuite juniors
  -  Médaillé d'argent de la course aux points juniors
- Büttgen 2002
  -  Champion d'Europe de poursuite par équipes juniors (avec Dmytro Grabovskyy, Vadym Matsko et Andriy Buchko)
  -  Médaillé d'argent de la course aux points juniors
  -  Médaillé de bronze de la poursuite juniors